# Delias funerea
Delias funerea är en fjärilsart som beskrevs av Rothschild 1894. Delias funerea ingår i släktet Delias och familjen vitfjärilar. Inga underarter finns listade i Catalogue of Life.